# Lucio Sergio Catilina
Lucio Sergio Catilina (in latino Lucius Sergius Catilina, AFI: [ˈluːkɪ̯.ʊs ˈsɛr.ɡɪ̯.ʊs kaː.tɪ̯.ˈliː.nɐ]; Roma, 108 a.C. – Pistoia, 62 a.C.) è stato un generale e politico romano, per lo più noto per la congiura che porta il suo nome, un tentativo di sovvertire la Repubblica romana, e in particolare il potere oligarchico del Senato.

## Biografia

### Origini familiari
Catilina nacque a Roma nel 108 a.C. dal patrizio Lucio Sergio Silo e da Belliena. La famiglia nativa, i Sergii, pur di nobili origini, da molti anni non aveva ruoli significativi nella vita politica di Roma. L'ultimo dei Sergii a essere nominato console era stato Gneo Sergio Fidenate Cosso nel 380 a.C. Virgilio più tardi fece derivare il nome della famiglia da un antenato, Sergesto, giunto in Italia con Enea, facendo quindi dei Sergii una delle famiglie originarie nella storia romana.
Le conoscenze sulla gioventù di Catilina e sulla sua vita familiare sono limitate. Ebbe due mogli: Gratiana, sorella di Marco Mario Gratidiano, nipote di Gaio Mario, e Aurelia Orestilla, figlia di Gneo Aufidio Oreste (console nel 71 a.C.). Dalla prima ebbe un figlio che uccise, secondo Sallustio, in quanto ostacolo alle nozze con Aurelia Orestilla.

### Carriera politica

#### Fasi iniziali
Nell'89 a.C., non ancora ventenne, Catilina segue il generale Strabone nella guerra marsica contro le popolazioni italiche coalizzate contro Roma, e in questa occasione conosce Cicerone e Pompeo.
Nell'88 a.C. passa agli ordini di Silla, eletto console, e lo segue in Asia nella prima guerra mitridatica.

#### La leggenda nera di Catilina
Dagli storici contemporanei e da Cicerone, tutti a lui ostili, forse per pressioni ricevute dall'oligarchia senatoria, Catilina fu descritto malvagio e depravato.
Nell'84 a.C., quando Silla rientrò a Roma per contrastare i suoi nemici politici (i populares) nella guerra civile romana, Catilina si segnalò come uno dei più abili e spietati suoi sostenitori, uccidendo fra gli altri il cognato Marco Mario Gratidiano, da lui stesso torturato e decapitato sulla tomba di Quinto Lutazio Catulo, illustre vittima delle persecuzioni di Gaio Mario; portò poi la testa a Roma e nel Foro la gettò ai piedi di Silla. Questo racconto e altri che raffigurano eventi simili, descritti come un sacrificio umano dell'epoca arcaica, in cui secondo varianti (come quella di Cassio Dione, vissuto tre secoli dopo), Catilina si macchiò anche di cannibalismo, sono state ritenute eccessive dagli storici moderni, miranti a screditarlo anche dal punto di vista umano, come sarebbe poi avvenuto anche per imperatori romani detestati dal Senato (Caligola, Nerone, Tiberio, Commodo). Tra le altre accuse rivolte a Catilina, oltre all'omicidio e alla cospirazione, lo storico Sallustio aggiunge quelle di corruzione, di incesto, di violenza sessuale contro una vergine vestale (quest'ultima smentita subito) e anche di rapporti omosessuali con alcuni suoi compagni di congiura; fu però assolto in tutti i processi, che secondo alcuni erano stati manipolati, ma che tuttavia ebbero l'effetto di rallentarne la carriera politica.

#### Le cariche pubbliche
Negli anni successivi, pur nel mutato clima politico dopo la morte di Silla, Catilina non subì condanne ed ottenne i primi successi politici: questore nel 78, legato in Macedonia nel 74, edile nel 70, pretore nel 68 e governatore dell'Africa nel 67.

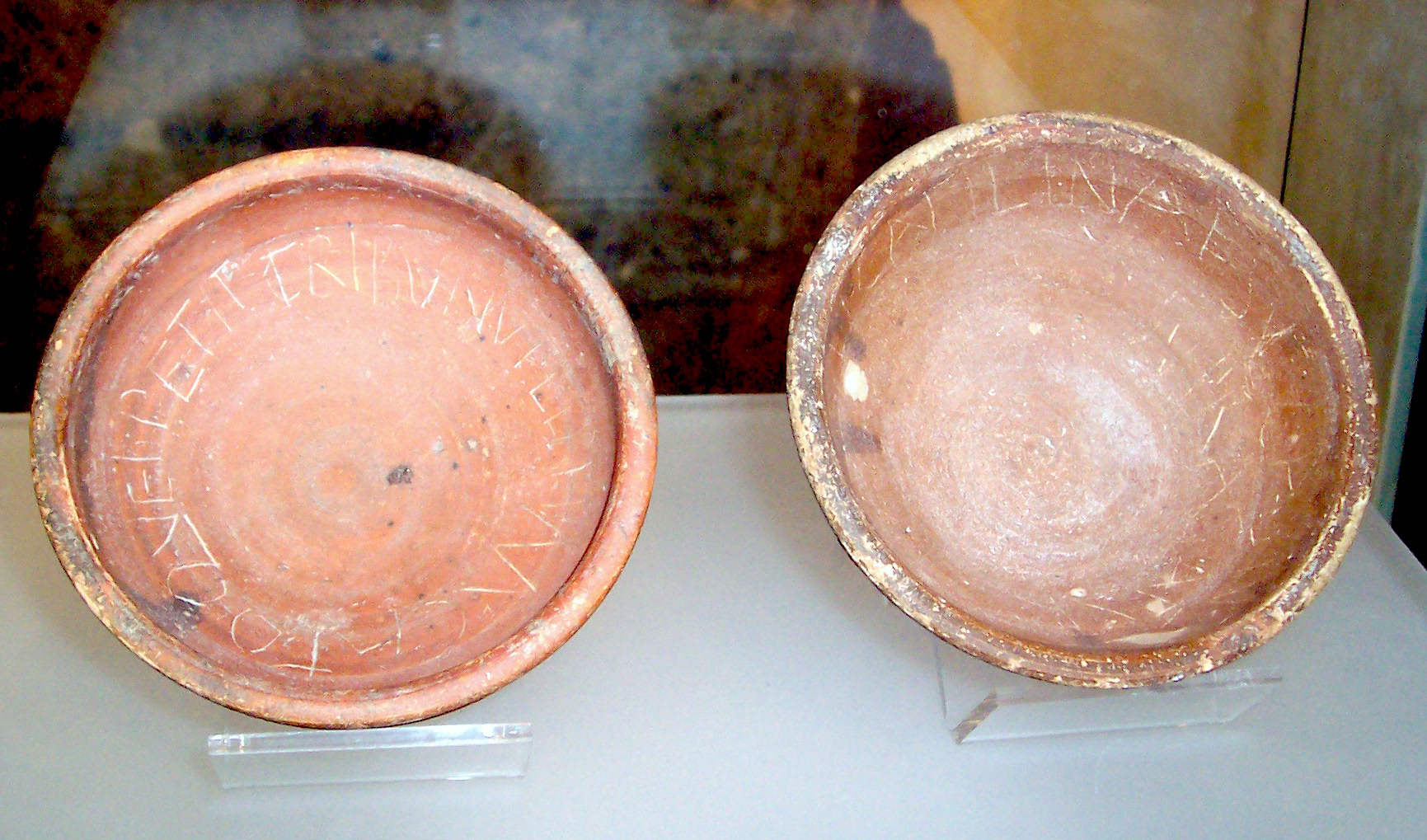
Coppe di propaganda elettorale di Catilina e Catone

Al suo ritorno, nel 66 a.C., si candidò per la carica di console, ma venne subito perseguito per concussione e abuso di potere, uscendone assolto; ancora nel 66 fu accusato di cospirazione con Autronio ed un certo Publio Cornelio Silla, anche se i particolari furono poco chiari. Portato in giudizio nel 65 a.C., ricevette l'appoggio di molte persone influenti, anche di categoria consolare come Lucio Manlio Torquato, e lo stesso Cicerone ebbe ipotizzato di difenderlo in tribunale. Catilina fu assolto, ma i processi furono sufficienti a mandare a monte la sua elezione a console.
Poiché ancora sotto processo, Catilina poté ricandidarsi a console solo nel 64 a.C. per l'anno successivo, ma il Senato, allarmato dalla sua accresciuta popolarità, gli oppose un brillante e famoso avvocato, Cicerone, un Homo novus. Già nel discorso di candidatura In toga candida (da cui il termine candidato), Cicerone iniziò a costruire l'immagine "nera" di Catilina, insinuando che fosse incestuoso, assassino, degenerato; gli optimates, l'oligarchia senatoria, mobilitano le loro clientele a favore di Cicerone, che vinse e venne eletto.
Catilina, tenace, si candidò nuovamente alle elezioni per il 62 a.C., non prima di essersi guadagnato l'appoggio della plebe romana con elargizioni e promettendo una ridistribuzione delle terre demaniali e delle prede di guerra (guadagnandosi così anche l'appoggio dei veterani di Silla, caduti in disgrazia) ed emanando addirittura un editto per la remissione dei debiti (detto Tabulae novae). Quest'ultima proposta allarmò la classe senatoria e Cicerone che, nell'orazione Pro Murena, sottolineò in Catilina «… la ferocia, nel suo sguardo il delitto, nelle sue parole la tracotanza, come se avesse già agguantato il consolato».
Con queste premesse, e con un possibile broglio elettorale, nelle elezioni Catilina venne sconfitto da Lucio Licinio Murena, personaggio gradito al Senato. La questione dei brogli venne sollevata non da Catilina, ma da Servio Sulpicio Rufo, un altro dei non eletti, e da Catone Uticense, uomo tutto d'un pezzo e notoriamente ostile a Catilina. Cicerone difese Murena dalle accuse di brogli ed attaccò Catilina, denunciandone la presunta congiura.

#### Cicerone, l'anti-Catilina
(L. Sergio Catilina, citato in De Catilinae coniuratione di Sallustio, cap. 20)

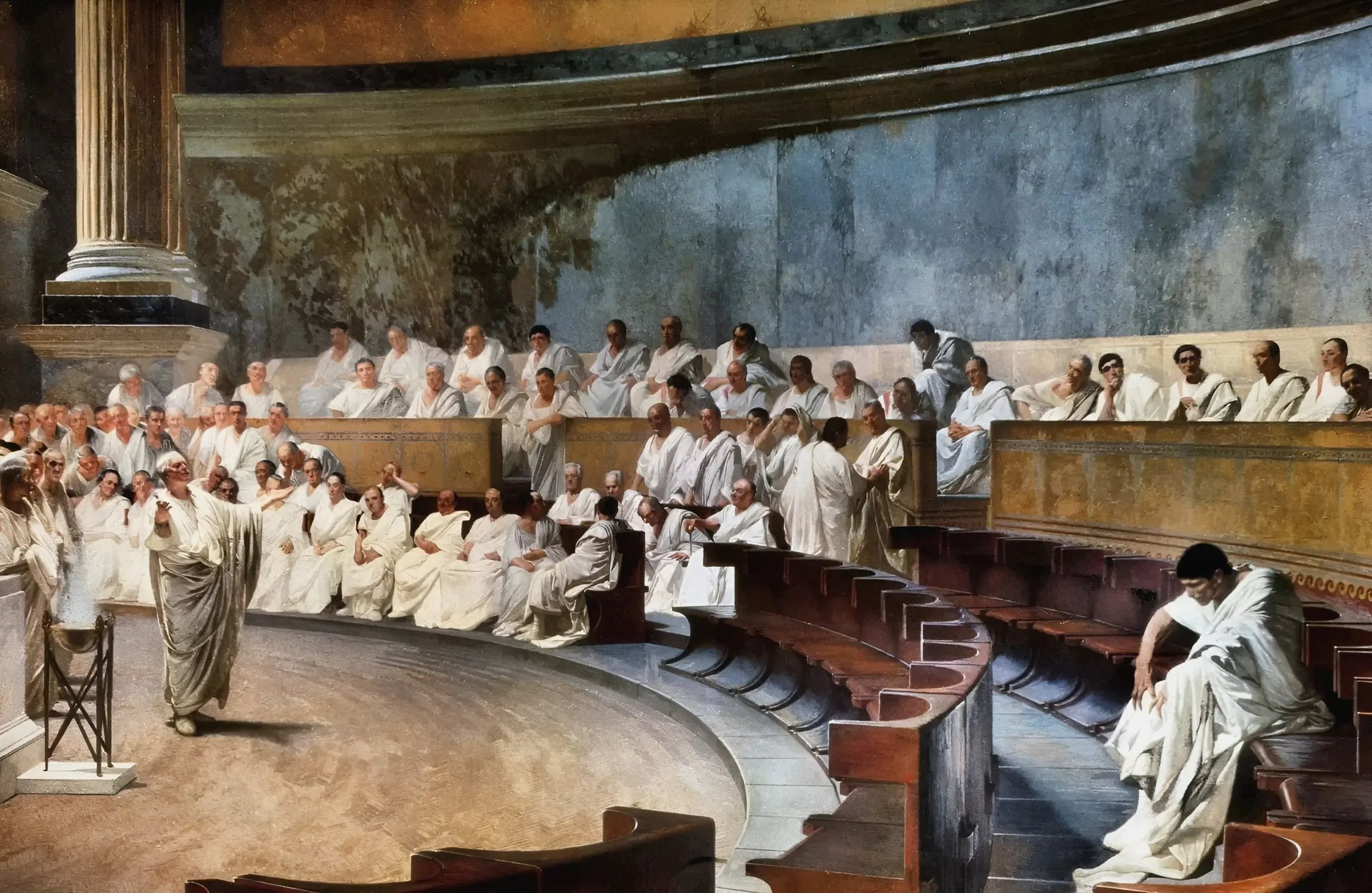
Cicerone denuncia Catilina, affresco di Cesare Maccari (1880)

La congiura di Catilina fu la fonte principale dell'impianto accusatorio di Cicerone e fu uno degli eventi più famosi degli ultimi turbolenti decenni della Repubblica romana. 
Cicerone non risparmiò mezzi ed "effetti speciali" per mettere in cattiva luce Catilina, che ancora avrebbe potuto giovarsi dell'esito della denuncia per brogli contro Murena.
Dalle fonti risultano chiari gli obiettivi dei cospiratori; secondo quanto riferito da Cicerone, sarebbero stati previsti un incendio doloso e altri danni materiali, oltre che l'assassinio di personaggi politici (in particolare Cicerone stesso, suo acerrimo nemico politico). La posizione di Cicerone si riassume bene nell'incipit della prima delle orazioni Catilinarie, pronunciata al Senato l'8 novembre del 63 a.C., in presenza dello stesso Catilina, quando Cicerone esordisce con: 
(Cicerone, Oratio in Catilinam I, 1.)
La congiura si sarebbe sviluppata attraverso incontri segreti - l'ultimo sarebbe avvenuto nella casa del senatore Marco Porcio Leca il 6-7 novembre del 63 a.C., alla vigilia della prima Catilinaria - ma una certa Fulvia, amante di uno dei congiurati (Quinto Curio), avrebbe informato direttamente Cicerone di quel che stava accadendo. Quella sera stessa due congiurati (Cetego e Vargunteio) si sarebbero presentati a casa di Cicerone e, con il pretesto di salutarlo, avrebbero tentato di ucciderlo. Ma grazie a Fulvia, Cicerone sarebbe scampato agli assassini. Cicerone si presentò al Campo Marzio circondato da una scorta e «...vestendo quella mia ampia e vistosa corazza [sotto la toga], non perché essa mi proteggesse dai colpi, che io sapevo essere suo costume [di Catilina] sferrare non al fianco o al ventre ma al capo o al collo, bensì per richiamare l'attenzione di tutti gli onesti».

#### L'accusa di congiura

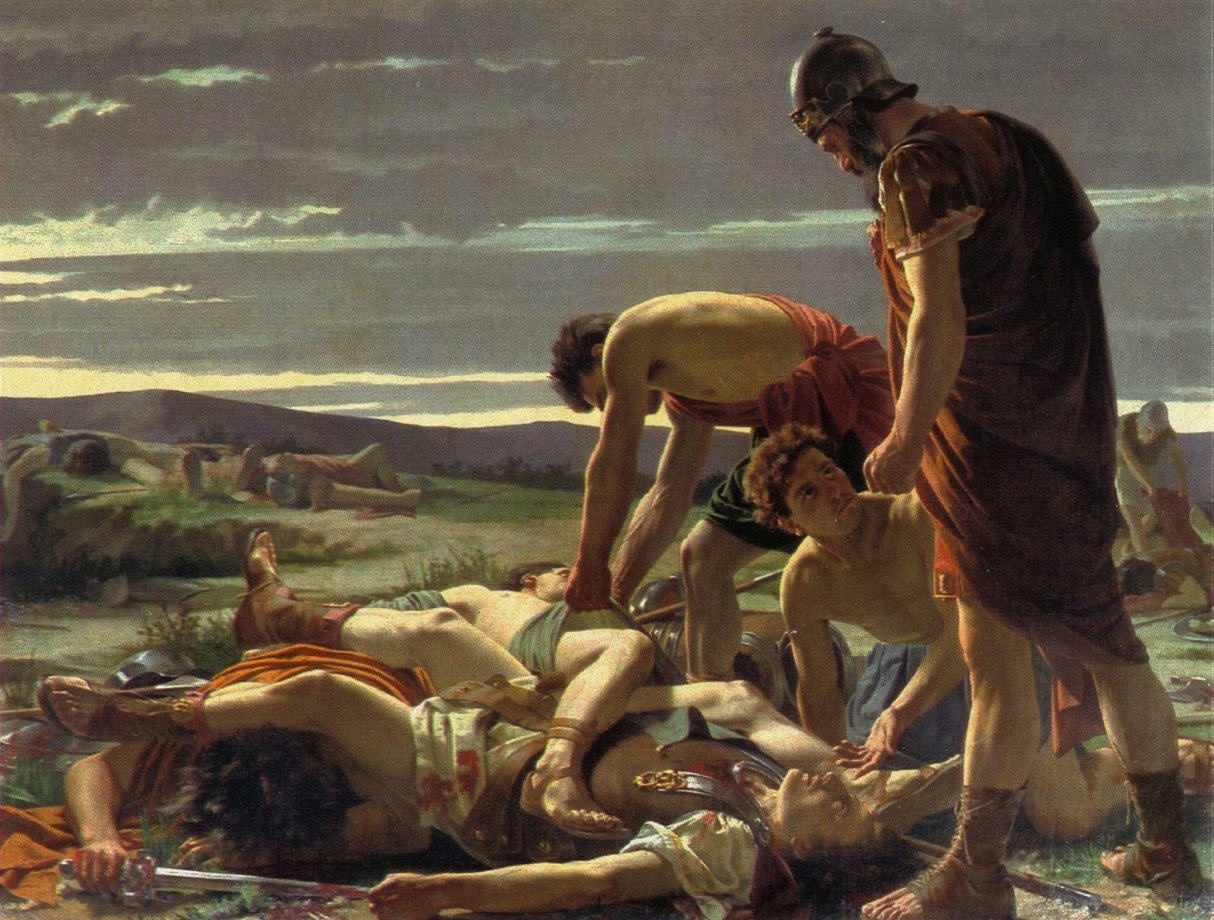
Alcide Segoni, Il ritrovamento del corpo di Catilina

All'ultimo momento Cicerone presenta in Senato alcune lettere anonime che accusano Catilina di cospirazione contro la Repubblica, radunando uomini in armi attorno a Fiesole, pur non potendo provarlo. Cicerone inoltre sostiene che Catilina abbia fatto offerte a varie tribù in Gallia per assicurarsi alleati, ma la tribù degli Allobrogi avrebbe rifiutato l'offerta e l'avrebbe resa pubblica avvertendo con lettere Cicerone stesso.
Il console Cicerone, a seguito di ciò, ottenne l'emanazione del senatus consultum ultimum, che dava ai consoli in carica, tra cui Cicerone stesso, poteri di vita e di morte. In virtù di tale delibera Cetego e Lentulo, i catilinari che non erano scappati con il loro capo (secondo l'accusa, rimasti a Roma avrebbero tentato comunque di far sollevare la plebe e la tribù degli Allobrogi), furono condannati alla pena capitale. Portati con i loro seguaci Lucio Statilio, Marco Cepario e Tito Volturcio nel carcere Mamertino, furono strangolati a uno a uno. Come cittadini romani sarebbe stato loro diritto appellarsi al popolo (provocatio ad populum, la richiesta di grazia sulla quale erano chiamati a pronunciarsi i comizi elettivi delle tribù romane) e in ogni caso avrebbero avuto diritto a poter scegliere l'esilio al posto della morte, anche se questo avrebbe comportato la confisca di tutti i loro beni. Il vulnus così inferto alla Costituzione romana fu rimproverato a Cicerone da Gaio Giulio Cesare durante la seduta del Senato e alcuni anni dopo, su iniziativa del tribuno della plebe Publio Clodio Pulcro, Cicerone verrà punito con l'esilio per l'uccisione illegittima di cittadini romani; la sua difesa verteva invece sul fatto che il Senato aveva già dichiarato nemici della Repubblica i congiurati e dato pieni poteri al console, per cui l'esecuzione dei congiurati sarebbe stata esecuzione di nemici, non di cittadini.
Lo storico Sallustio ha scritto un resoconto sull'intera questione circa venti anni dopo, dal titolo De Catilinae coniuratione, senza però discostarsi significativamente dalle descrizioni di Cicerone (le differenze storiche sono per lo più sulla cronologia poiché Sallustio, equivocando, non si sa se per errore o per malizia, su una frase di Cicerone, ha anticipato di un anno la congiura).
In ogni caso, già dopo le prime Catilinarie Catilina è costretto a una fuga in Etruria, che però definirà "esilio volontario".

### La morte
Il 5 gennaio del 62 a.C. Catilina e i suoi fedelissimi furono intercettati dall'esercito romano comandato dal generale Marco Petreio nei pressi di Pistoia (Campo Tizzoro), nella piana denominata Ager Pisternensis; Catilina, vistosi bloccato il passaggio degli Appennini che conduce alla Gallia Cisalpina da Quinto Cecilio Metello Celere, pur sapendo di andare incontro a morte certa, decise di battersi insieme al suo esercito. Prima della fine, Catilina pronunciò questo discorso (non ci sono fonti precise riguardo al fatto che sia stato effettivamente pronunciato: molto probabilmente è una ricostruzione a posteriori, sulla base di presunte testimonianze):
(Sallustio, De coniuratione Catilinae, 58.)
Dopo la sanguinosa battaglia di Pistoia, Catilina morì (secondo Sallustio Catilina fu ritrovato ancora vivo sul campo, ferito mortalmente) insieme a 20.000 soldati (che confermano l'esistenza di una congiura per prendere il potere) e il cadavere decapitato fu gettato in un fiume; la testa fu portata a Roma da Gaio Antonio, uno dei congiurati di Catilina che si era finto malato per non combattere contro il suo superiore e soprattutto per non rischiare che quest'ultimo ne rivelasse la partecipazione alla congiura (per questo preferì lasciare il comando delle truppe romane a Marco Petreio).

## Il progetto politico di Catilina
(L. Sergio Catilina, citato in De Catilinae coniuratione di Sallustio)

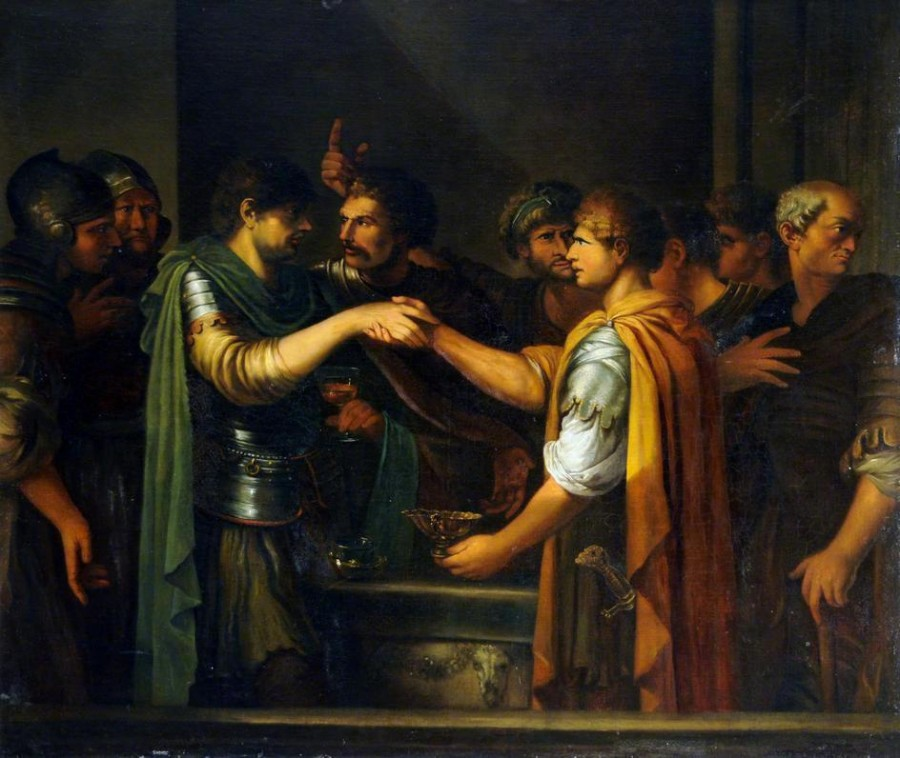
Joseph-Marie Vien, La congiura di Catilina

Il progetto di Catilina non era troppo diverso da quello di altri che avevano tentato di riformare la repubblica in senso popolare, anche forzando il sistema, come Tiberio Gracco e suo fratello Gaio, e come poi farà anche Cesare.
Nell'orazione Pro Murena del 63 a.C. Cicerone contestò a Catilina un'affermazione che ne rivelava il progetto politico: «La Repubblica ha due corpi: uno fragile, con una testa malferma; l'altro vigoroso, ma senza testa; non gli mancherà, finché vivo».
Nell'analisi di Catilina la repubblica romana vive una separazione gravissima della società dalle istituzioni. Il corpo fragile rappresenta il corpo elettorale romano, spaccato in cricche, clientele e bande (nell'88 a.C. gli Italici avevano avuto la cittadinanza romana, ma per votare occorrevano tempo e risorse per recarsi a Roma, da qui la degenerazione clientelare); la testa malferma rappresentava invece il Senato, abituato al potere ereditario, colluso con i grandi proprietari terrieri, composto per lo più dall'ottusa classe del patriziato.

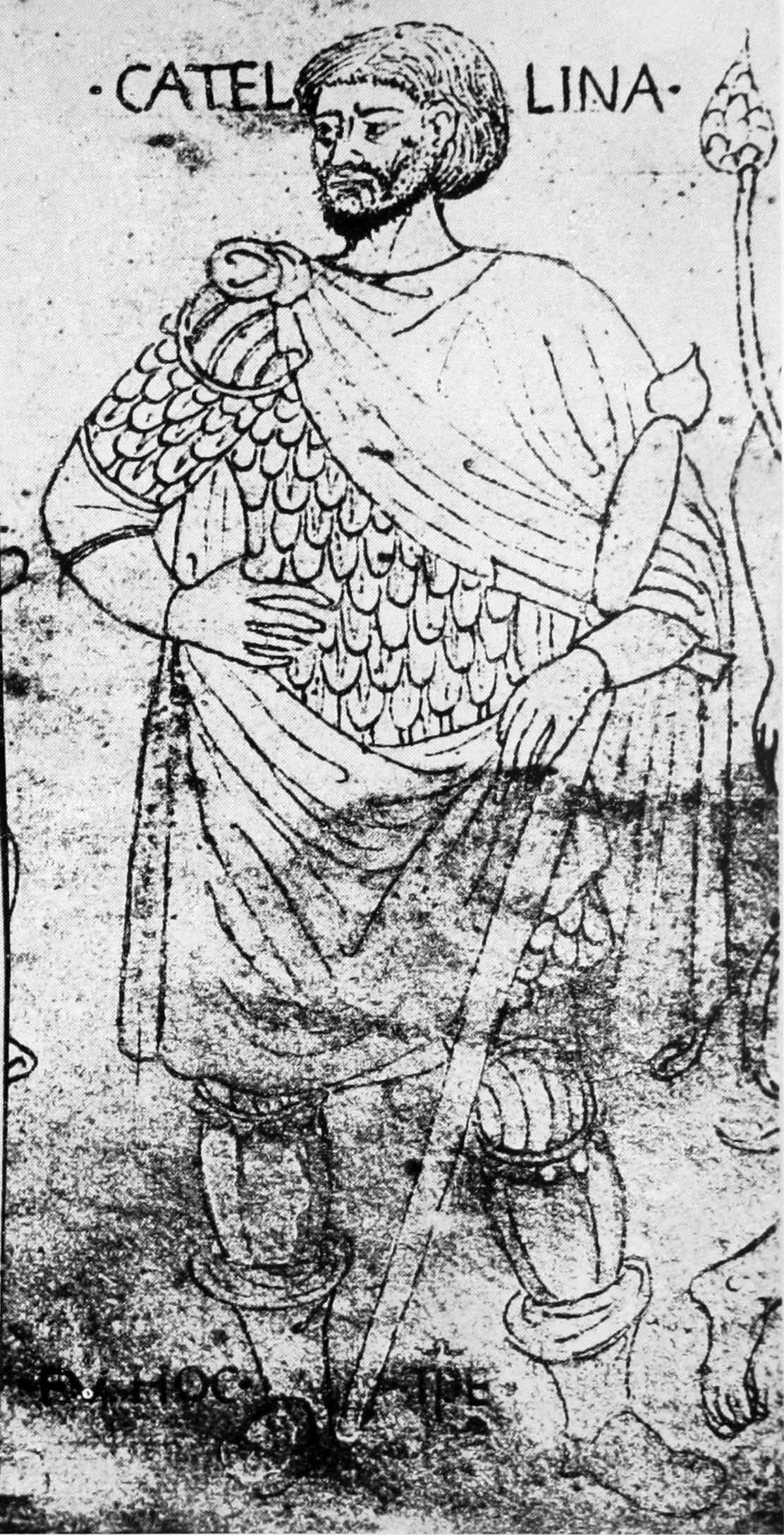
Ritratto immaginario di Catilina in un manoscritto medievale.

Il corpo vigoroso ma senza testa simboleggiava la massa di contribuenti, tartassati e umiliati dal disordine politico (per ripagare i propri reduci, Silla aveva ordinato larghe confische ai piccoli possidenti), senza vera rappresentanza politica, per la quale Catilina si propone come "testa" pensante, al tempo stesso rendendosi conto della pericolosità dell'andare contro l'oligarchia dominante. Tra l'altro Catilina, tempo prima di organizzare la congiura contro l'oligarchia senatoria, si era fatto molti alleati e amici non solo tra i contribuenti e i piccoli proprietari terrieri, ma anche tra esponenti della classe degli equites. Insieme agli equites Catilina era riuscito a ingraziarsi anche molti senatori, spinti dal malcontento provocato dalla politica senatoria dell'epoca e di Pompeo, così come anche dalla difficile situazione economica di allora. A testimonianza della popolarità di Catilina fra i ceti sociali più bassi riportiamo due brani di Sallustio da De Catilinae coniuratione:
(Sallustio, De Catilinae coniuratione, 28.)
(Sallustio, De Catilinae coniuratione.)
Anni dopo la morte di Catilina, nell'orazione Pro Caelio del 56 a.C. (Celio era stato suo amico), Cicerone ammise che Catilina aveva raccolto attorno a sé «anche persone forti e buone», offriva «qualche stimolo all'attività e all'impegno», e che in certi momenti era sembrato a Cicerone perfino «un buon cittadino, appassionato ammiratore degli uomini migliori, amico sicuro e leale». Catilina, secondo Cicerone, «era gaio, spavaldo, attorniato da uno stuolo di giovani»; per di più, «vi erano in quest'uomo caratteristiche singolari: la capacità di legare a sé l'animo di molti con l'amicizia, conservarseli con l'ossequio, condividere ciò che aveva, prestar servigi a chiunque con denaro, aderenze, con l'opera...».
Catilina presentava dunque i tratti dell'uomo politico di successo, capace di ottenere consensi, quindi malvisto dall'oligarchia degli optimates del Senato.

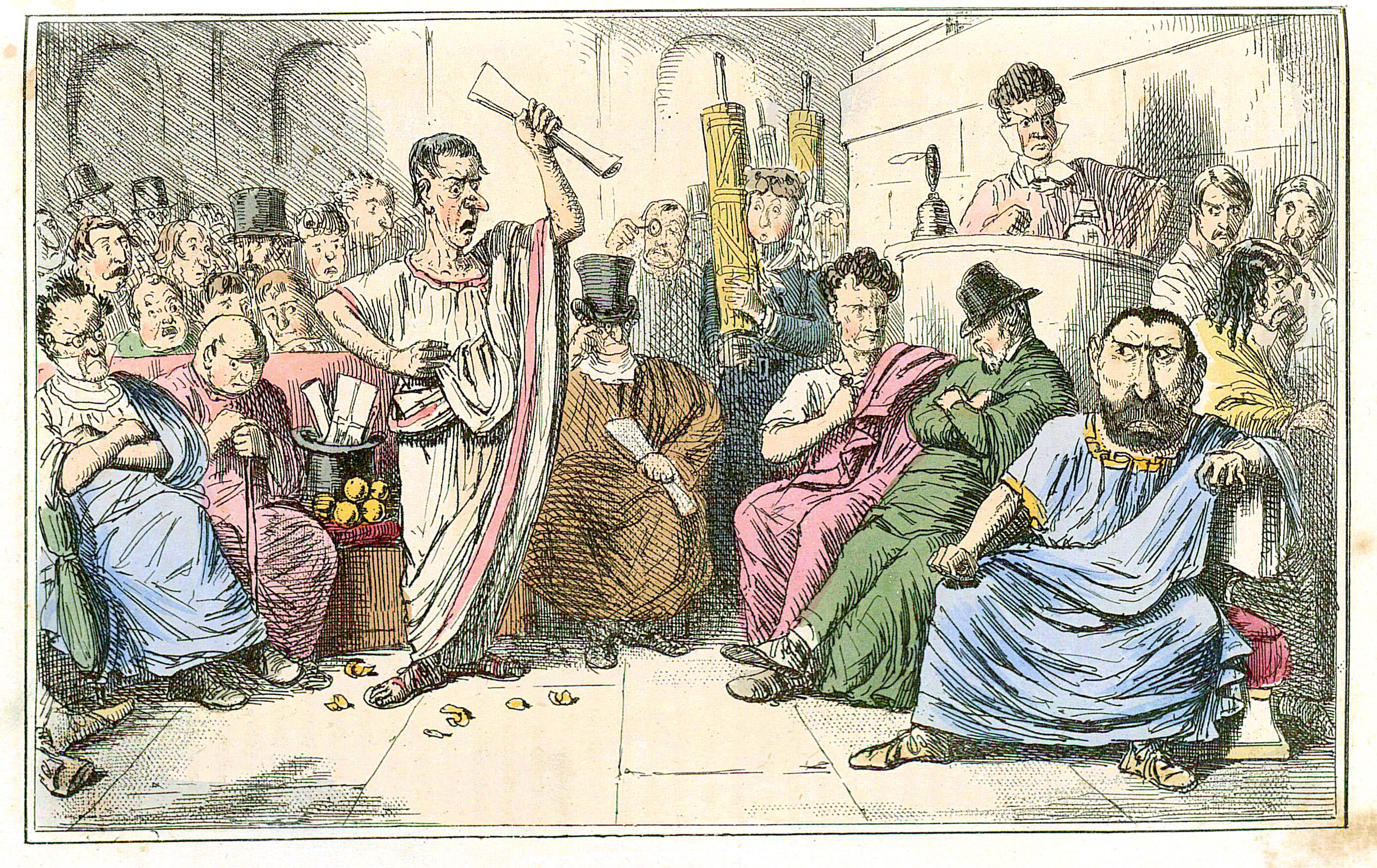
Caricatura dell'affresco di Cesare Maccari Cicerone denuncia Catilina

## Nella cultura di massa

### Letteratura
- L'enigma di Catilina, romanzo di Steven Saylor
- Il secondo libro della Trilogia di Cicerone di Robert Harris: Conspirata
- The Roman Traitor or the Days of Cicero, Cato and Catiline: A True Tale of the Republic, romanzo di Henry William Herbert
- Cicerone. Voce di Roma, romanzo di Taylor Caldwell
- Il cospiratore. La congiura di Catilina, romanzo di Andrea Frediani
- La Congiura di Catilina, saggio storico di Prosper Mérimée

### Teatro
- La congiura di Catilina, tragedia di Ben Jonson
- Catilina, tragedia di Prosper Jolyot de Crébillon
- Rome sauvée, ou Catilina, tragedia di Voltaire
- Catilina, tragedia di Alexandre Dumas padre e Auguste Maquet
- Catilina, tragedia di Henrik Ibsen

- La congiura, tragedia in tre atti di Giorgio Prosperi, 1960 Feltrinelli UE/29

### Opera
- Catilina, di Antonio Salieri
- Catilina, di Marco Frisina

### Cinema
- Catilina, film muto del 1910 diretto da Mario Caserini
- Megalopolis, diretto da Francis Ford Coppola, 2024. Nel film, il protagonista interpretato da Adam Driver è un visionario architetto, ma il nome Ceasar Catilina fa di lui un doppio tiranno.

### Fonti antiche
- Cassio Dione, Storia romana.
- Cicerone, Catilinarie.
- (LT, EN) M. Tullius Cicero, For Marcus Caelius, traduzione di C.D. Yonge, Albert Clark, Albert Curtis Clark Ed., 1891. Ospitato su Perseus Digital Library.
- Sallustio, De Catilinae coniuratione.

### Membri della congiura di Catilina (lista non completa)
- Quinto Annio
- Gaio Antonio Ibrida
- Publio Autronio Peto
- Lucio Calpurnio Bestia
- Lucio Cassio Longino
- Gaio Cornelio Cetego
- Publio Cornelio Lentulo Sura
- Publio Cornelio Silla
- Quinto Curio
- Marco Porcio Leca

- Publio e Servio Silla
- Lucio Vargunteio
- Gaio Cornelio
- Marco Fulvio Nobiliore
- Publio Gabinio Capitone
- Lucio Statilio
- Lucio Vezio
- Marco Cepario
- Gaio Flaminio
- Publio Furio

- Gaio Giulio
- Gaio Manlio
- Gaio Settimio
- Publio Sizzio
- Lucio Tarquinio (congiurato)
- Publio Umbreno
- Tito Volturcio
- Sempronia